# Schiller International University

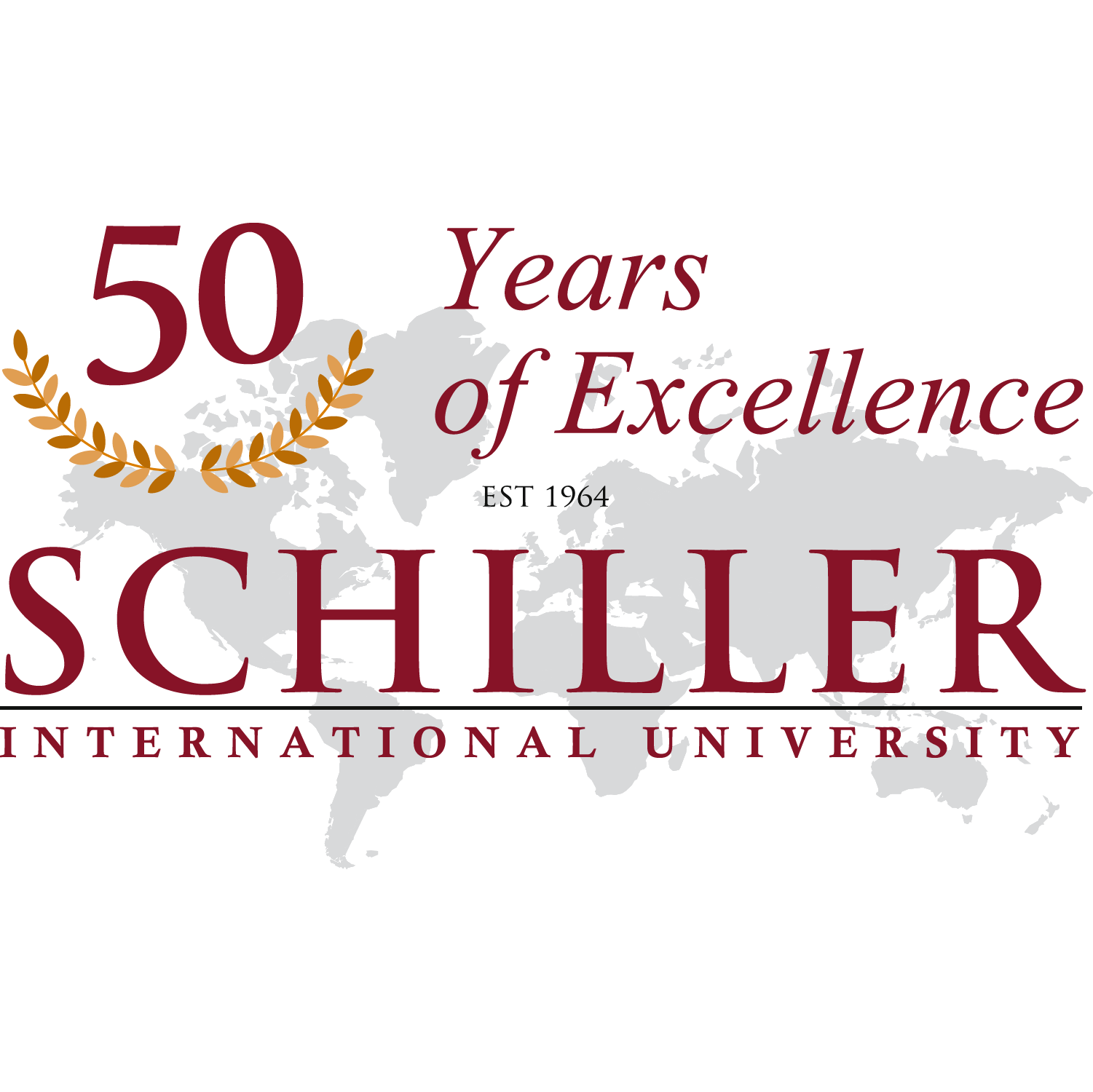
Schiller International University - 50 Years Anniversary Logo (1964-2014).

La Schiller International University (SIU) est une université américaine privée comprenant quatre campus dans quatre pays. Ils sont situés à Paris, dans le 8e arrondissement (55 avenue Hoche), Madrid, Heidelberg (Allemagne) et Largo (Floride). La SIU propose des titres académiques (Associate's Degree, Bachelor et Masters) en commerce international (Économie, Management, Business, Tourisme) et en Relations internationales et Diplomatie.

## Histoire
Fondée en 1964 par le docteur Walter Leibrecht comme un programme d'étude à l'étranger en Allemagne pour les Américains, SIU fournit maintenant une éducation à des étudiants originaires de plus de cent pays. L'université donne aux étudiants la possibilité d'être transféré d'un campus à l'autre, d'un pays vers un autre, sans changer d'université et sans perte de temps ou de crédits.
En 2014, Schiller International University signe un accord avec l’université londonienne de Roehampton, faisant bénéficier à l’ensemble de ses élèves inscrits d'un double diplôme délivré par les deux universités. Les étudiants valideront les examens des deux universités et disposeront ainsi de cursus reconnus à la fois par le système américain et par le système européen.

## Accréditation
Aux États-Unis, SIU est accrédité par le Accrediting Council for Independent Colleges and Schools.

## Les Campus
L'université est présente dans le monde avec 4 campus, dont 3 en Europe et 1 aux États-Unis.

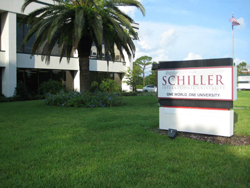
SIU Florida.
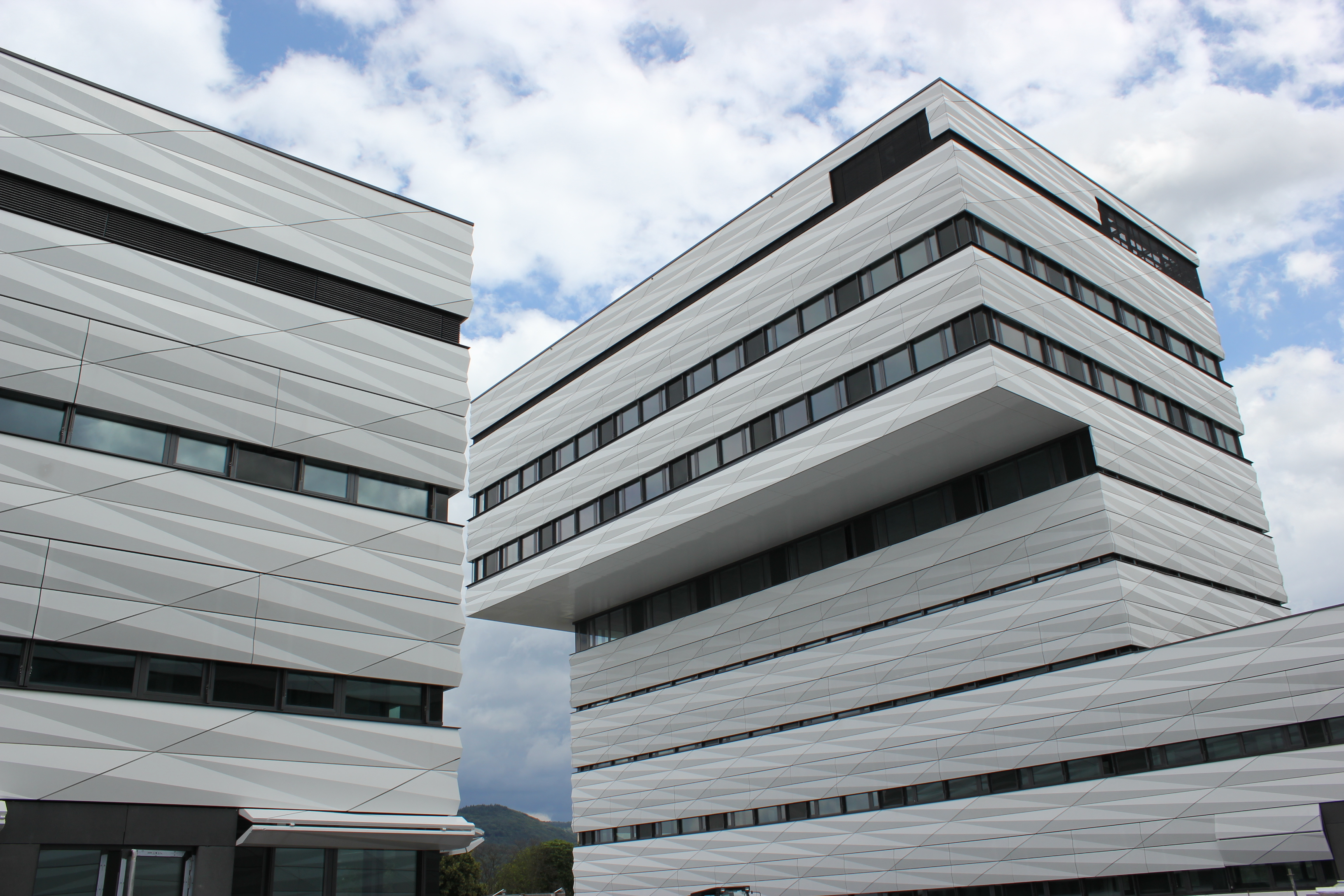
SIU Heildelberg[3].
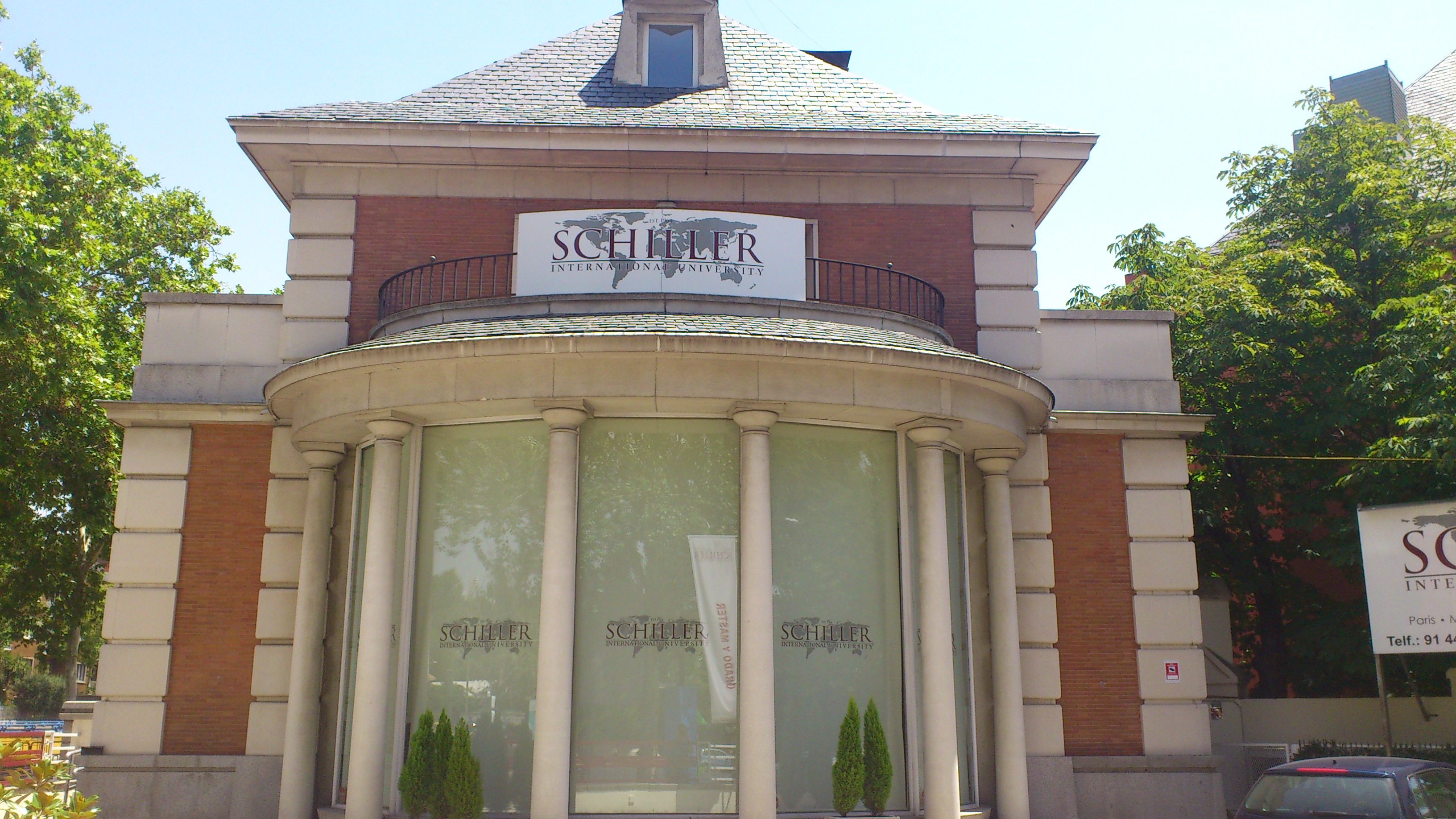
SIU Madrid[4].
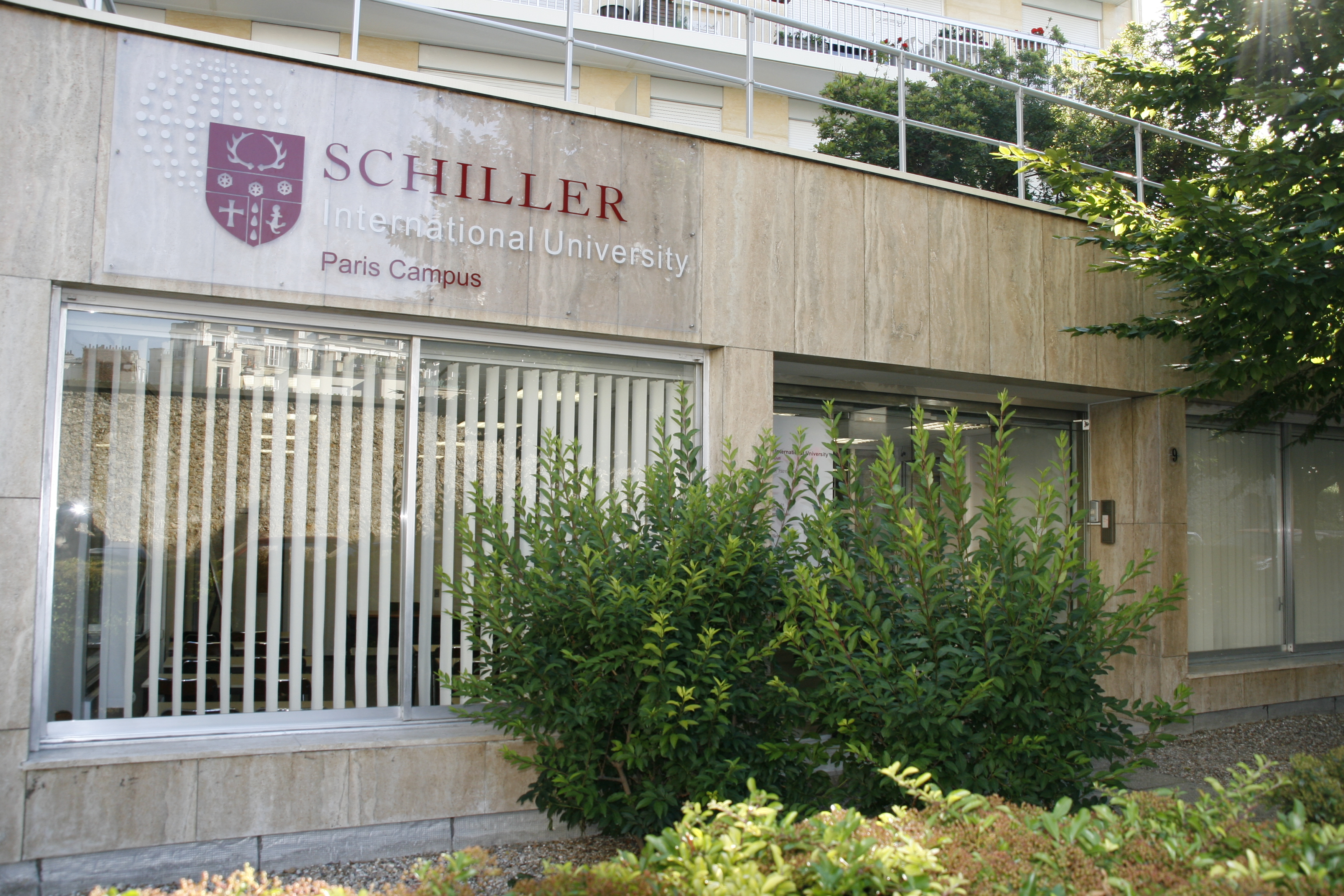
SIU Paris[5].

## Campus de Strasbourg
En 1972, le docteur Walter Leibrecht rachète le château de Pourtalès, à Strasbourg (France) pour y installer un centre universitaire. Le campus est en activité plus de 25 ans. Il déménage ensuite dans un autre quartier de la ville.